# Call of Cthulhu: Dark Corners of the Earth
Call of Cthulhu: Dark Corners of the Earth är ett datorspel som direkt baseras på H.P. Lovecrafts berömda Cthulhu-mytologi, skapat av Headfirst Productions. Det är ett av de få spelen som direkt baseras på Lovecrafts berättelser.

## Handling
Spelet är baserat i staden Innsmouth, från Lovecrafts verk The Shadow Over Innsmouth. Man spelar som Jack Walters, som efter en räd på en mystisk kult i Boston tas in på ett mentalsjukhus. Han släpps några år därefter, men minns ingenting om vad som försiggått de senaste åren. Han börjar jobba som en privatdetektiv, och får ett uppdrag av Arthur Anderson att ta reda på en försvunnen person i Innsmouth. Anderson äger butiken First National, och en av hans anställda, Brian Burnham, har försvunnit efter vad som ser ut som ett rån - det ser ut som Brian rånade sin egen butik och därefter flydde.
Jack, som tidigare varit detektiv inom poliskåren, och som nu förlorat sitt jobb, tar på sig fallet. Han upptäcker snart att befolkningen i Innsmouth inte vill ha honom eller någon annan person från "omvärlden" där.
Under spelets gång får Jack sakta men säkert reda på de mystiska omständigheterna bakom Innsmouth, Burnhams försvinnande, samt incidenten i Boston som slutade med att han hamnade på mentalsjukhus. Jack måste ta sig genom galna kultister, sjömonster och andra obeskrivliga fasor, utan att förlora verklighetsuppfattningen och sitt eget liv.
Spelet tar många referenser ur The Shadow Out of Time och The Shadow Over Innsmouth. Karaktärer som finns med i rollspelen Call of Cthulhu och Escape From Innsmouth gör framträdanden i spelet. Vissa händelser som finns med i rollspelen finns med i datorspelet.
Värt att notera är att handlingen inte nämnvärt refererar till novellen 'Call of Cthulhu' vilken spelet är uppkallat efter.

## Spelgång
Spelet har ingen HUD, d.v.s. man kan inte se sin hälsa eller sin ammunition på skärmen när man spelar. Istället kan man höra hur hjärtat slår och hur man andas som indikationer på hälsan.
Karaktären kan förlora sitt sinne om han tittar på störande saker, såsom döda kroppar eller olika monster alltför länge. Detta kan leda till olika hallucinationer och visioner, som manifesterar sig som störningar i grafiken, ljudet blir även konstigt, samt att man kan börja höra olika röster. Om man inte har sitt sinne under kontroll, blir karaktären galen eller skjuter sig själv, och spelet tar slut.
Hälsan är också annorlunda, den liknar den i Metal Gear Solid 3, då specifika skador kräver specifik läkning.
Spelet innehåller situationer som en obeväpnad flykt och investigationer, men vapen introduceras senare i spelet. Precis som i andra skräckspel/överlevnadsspel är det långt mellan ammunition, så man är vis om man sparar på den. Själva spelet är linjärt, med endast en enda väg genom de olika kapitlen.

## Nivåer
1. Prologue
2. A Visit to the Old Town
3. Attack of the Fishmen
4. Jailbreak
5. Escape from Innsmouth
6. The Marsh Refinery
7. The Esoteric Order of Dagon
8. A Dangerous Voyage
9. Devil's Reef
10. The Air-Filled Tunnels

## Vapen
- Kofot - det första vapnet man får tag på i spelet.
- Kniv - ett annat vapen, men svagt.
- M1911 Colt - en välkänd semi-automatisk pistol, relativt effektivt.
- Colt M1917 Revolver - ett starkare handeldvapen.
- F.LLI Rizzini 12 Gauge - en hagelbössa med två pipor. Kraftigt och effektivt.
- M1903 Springfield rifle - ett precist och mycket effektivt vapen, som kan ta kål på fienden på långt avstånd.
- Thompson maskingevär - ett maskingevär som är känt från 1920–1930-talens Amerika. Skjuter skott i snabb följd och är ett mycket effektivt vapen på kort avstånd.
- Energivapen - ett kraftigt, utomjordiskt vapen, skapat av rasen Yith. Är extremt effektivt och kräver ingen ammunition.

## Platser
Följande lista innehåller de olika platserna som man kommer till, i kronologisk ordning.

### Det mystiska huset
I början av spelet deltar man i en räd med polisen till ett hus i Boston, Massachusetts, under året 1915. Huset ägs av kulten Fellowship of the Yith. Något mystiskt händer Jack, som slutar med att han hamnar på Arkhams mentalsjukhus.

### Arkhams mentalsjukhus
En välkänd plats i Lovecrafts mytologi. Karaktären får flera tillbakablickar under spelets gång till denna plats.

### Innsmouth
En hamnstad i New England, som nästan är helt avstängd från omvärlden. Bara en enda buss går till och från staden. Stadens mystiska handlanden har fångat regeringens intresse, som nu konstant har den under övervakning. Staden kontrolleras av den mystiska orden Order of Dagon.

### Marsh-raffinaderiet
En fabrik som ägs av Marsh-familjen i Innsmouth. Fabrikens stora överflöd av guld har fångat regeringens öga, som tror att det handlar om en sorts smuggling, kanske av biologiska vapen till fiendeländer.

### Dagon Ordens loge
Stadens nya centrum, som belägras under spelets gång. Av en mystisk anledning kunde man inte ta sig in, trots tungt artilleri och bomber.

### Urania
Urania är ett amerikanskt stridsfartyg som var en del av en flotta som sändes till Djävulens Skär (Devil's Reef), efter en ledtråd som man fick av FBI. Men under färden attackeras fartygen av mystiska varelser som ser ut att komma ur havet. Flottan krossas av havsmonstret Dagon på vägen till Devil's Reef, med endast två överlevande: Jack och en annan i besättningen.

### Devil's Reef
En ö som ligger rätt nära Innsmouth, där man tror att en smugglingsoperation pågår. Själva ön verkar övergiven, men det är under havets yta de riktigt mörka mysterierna börjar.

### Y'ha-nthlei
En stor stad som ligger under havet, precis under Devil's Reef. Under spelets gång attackeras detta av amerikanska ubåtar, men utan någon verkan.

### Pnakotus
Den stora legendariska staden, som befolkas av rasen Yith. Kan endast ses på slutet av spelet om man klarar det med högsta poäng.

## Uppföljare
Spelet skulle ha två uppföljare, både till Xbox och PC, vid namn Call of Cthulhu: Destiny's End och Call of Cthulhu: Beyond the Mountains of Madness, samt en tredje till Playstation 2, Call of Cthulhu: Tainted Legacy. Men HeadFirst gick i konkurs, och dessa uppföljare kommer inte att skapas så länge ingen annan köper licensen.